# Maisel-Bräu

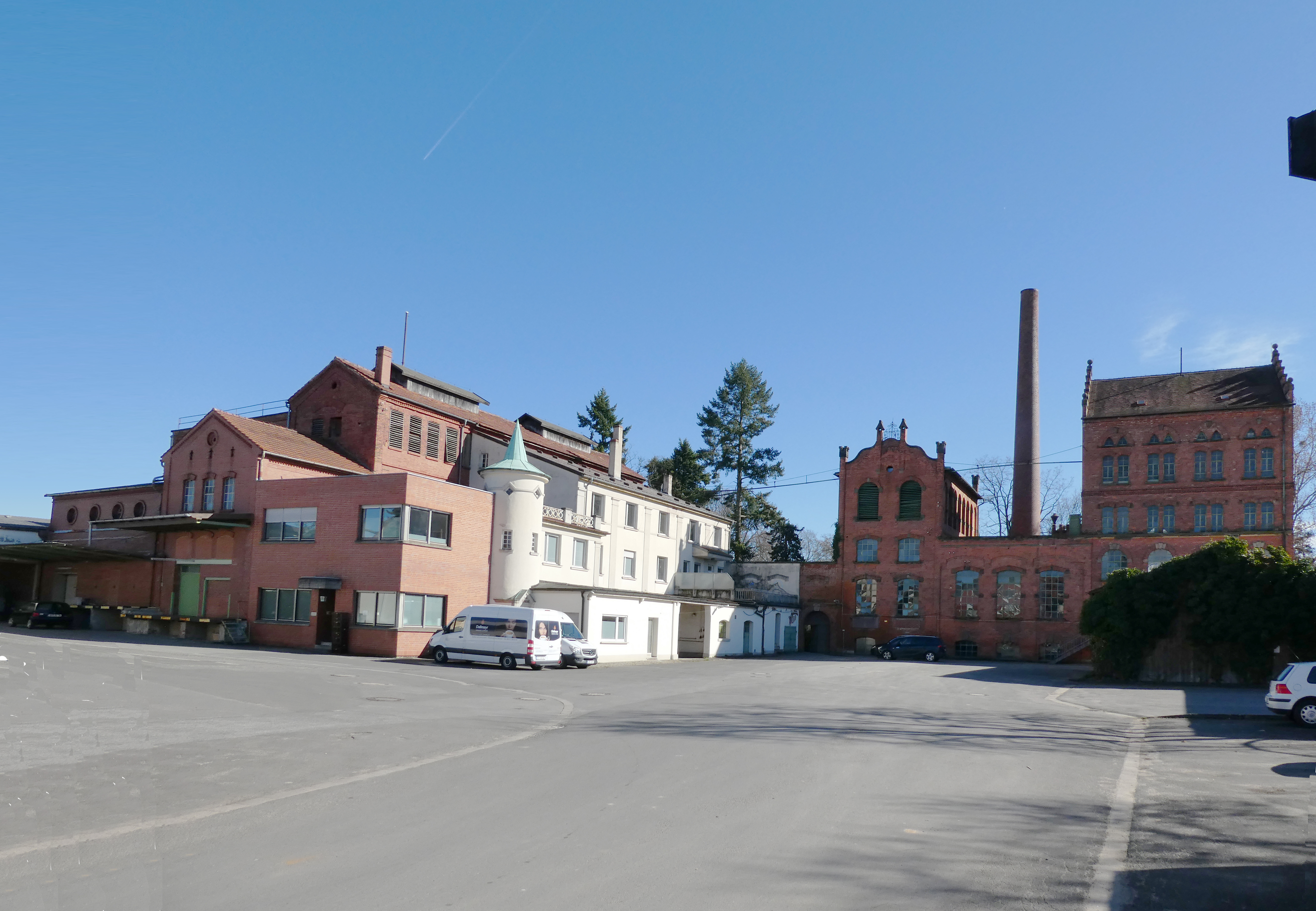
Gebäude der ehemaligen Brauerei Maisel in Bamberg, Blick von der Moosstraße aus.

Die Maisel-Bräu oder Brauerei Maisel war eine Brauerei im oberfränkischen Bamberg.

## Historie
Im Jahr 1894 wurde sie von den Brüdern Rudolf und Thomas Maisel gegründet. Mit einem Ausstoß von bis zu 100.000 Hektolitern (Ende des 20. Jahrhunderts) pro Jahr war sie die zweitgrößte Braustätte in Bamberg. Bis zum Jahre 2000 blieb die Brauerei im Besitz der Familie Maisel.
Am 16. Juni 2008 wurde das Insolvenzverfahren durch Beschluss des Amtsgerichts Bamberg eröffnet. Zum Insolvenzverwalter wurde der Coburger Rechtsanwalt und Steuerberater Linse bestellt. Im August 2008 wurden alle Liegenschaften der Brauerei verkauft. Der ehemalige Maisel-Keller in der Moosstraße gehört mittlerweile der Brauerei Fässla und wird von einem Pächter bewirtschaftet.

## Produkte
In der Brauerei wurden ein Pils, ein Helles, ein Leichtbier, ein Dunkles namens St. Michaelsberg, ein Premium Lagerbier, ein Kellerbier, ein weiteres Dunkles sowie jeweils ein dunkles und ein helles Weizenbier gebraut.